# 群島国家

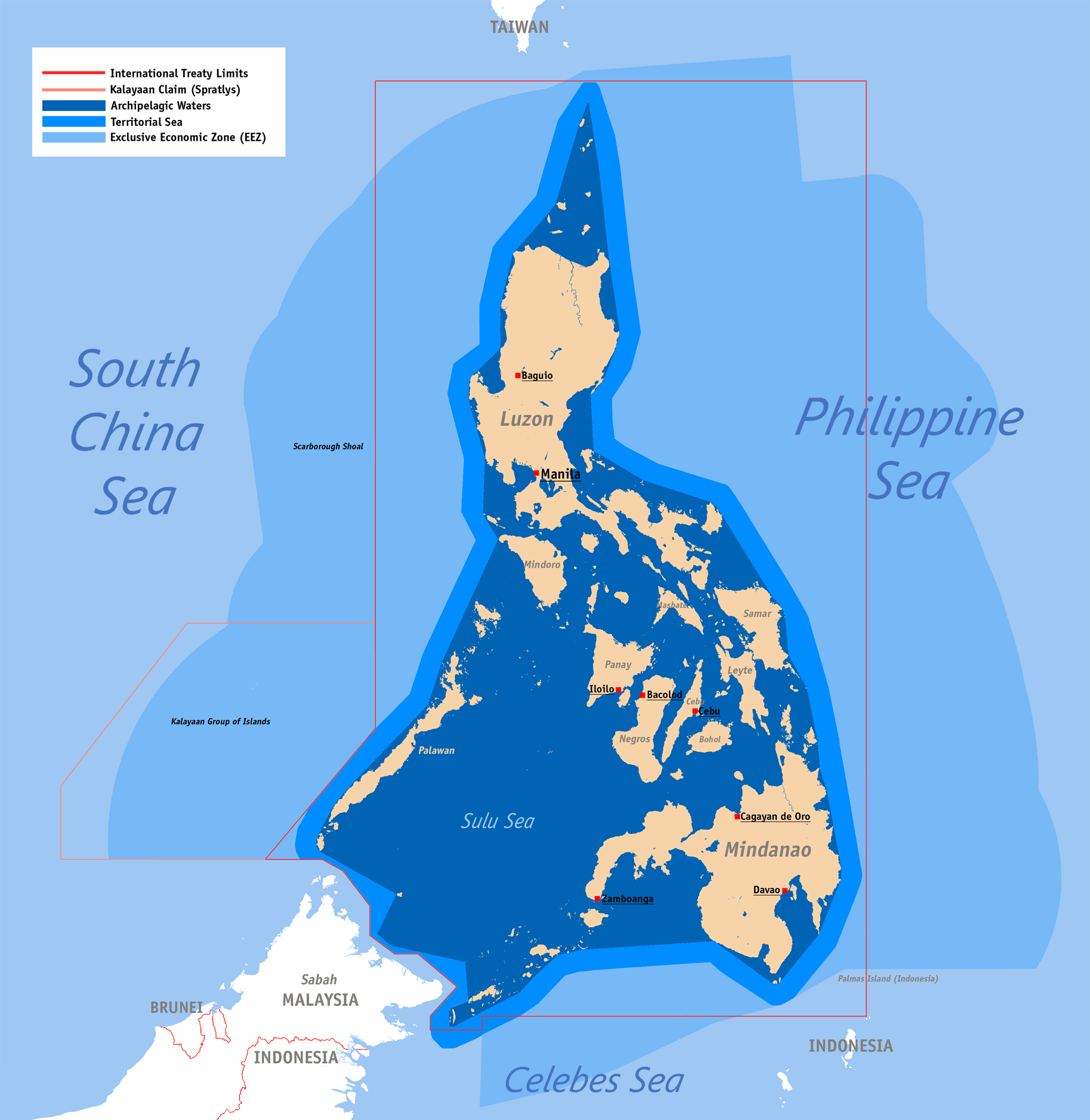
フィリピン。群島国家のひとつ。最も濃い青で示した海域がフィリピンの群島水域で、その外縁が群島基線。

群島国家（ぐんとうこっか, Archipelagic state）は、多数の島で構成される国家のことである。具体的にはフィリピン、インドネシア、フィジー、モーリシャス、パプアニューギニア、バハマなどがこれに該当する。ただし例えばエクアドルのガラパゴス諸島のように、沖合に群島を有する大陸国家はここでいう群島国家には含まれない。

## 沿革
古くは1930年に国際連盟の主催で行われた国際法法典化会議や1958年の国連体制下における国連海洋法会議でも群島国家制度を承認するかが議題となったが、群島国家の案は他国の賛同を得られなかった。これは、群島に囲まれる水域を自国の主権がおよぶ内水と主張し外国船舶の航行が自国の主権に服することを求めた群島国家と、海洋の自由を侵害するものとして群島国家の主張に抗議する国々との対立であった。実際に群島国が世界的に承認されるのは、1982年に採択された国連海洋法条約第4部に「群島国」の規定がおかれるのを待たねばならなかった。

## 群島基線
国連海洋法条約第48条は、群島国家の群島の最も外側の島々を結んだ直線を領海や排他的経済水域を測る起算点である基線とすることを認めた。ただしこの基線を引くにあたっては、国連海洋法条約第47条は以下のような条件を課した。これは群島国家制度成立以前に認められていた他国の権利を必要以上に侵害しないためである。
- この基線の内側にある水域の面積と陸地の面積の比が1:1から9:1の間でなければならない[4][5]。
- 基線の長さは基本的に100海里以下でなければならないが、基線全体の長さの3パーセントまでなら125海里まで認められる[1][2]。
- 群島全体の輪郭から外れて基線を引いてはならない[1]。

## 群島水域
上記のような群島基線で囲まれた水域のなかで、内水との境界を定める閉鎖線の外側の水域が群島水域となる。群島水域と、群島水域の上空、群島水域の海底、その海底の地下には、群島国家の主権がおよぶ。ただし群島国家は、群島水域成立以前にその水域に関連して結んだ他国との協定や、その水域で伝統的に認められてきた近隣国の漁業権、その水域にすでに敷設されていた他国の海底電線があればそれを尊重しなければならない。また群島国家は群島水域における外国船舶の無害通航を保障する義務を負い、他国の船舶・航空機には群島国家が指定した群島航路帯を通航する群島航路帯通航権が認められる。